# USS LST-325
USS LST-325 je tanková výsadková loď námořnictva Spojených států amerických z období druhé světové války. Patří k rozsáhlé třídě LST-1. Námořnictvem byla provozována v letech 1943–1946. V letech 1964–2000 plavidlo provozovalo řecké námořnictvo. Roku 2004 bylo zpřístupněno jako muzejní loď. LST-325 je poslední plavbyschopná druhoválečná tanková výsadková loď LST na americkém území.

## Stavba

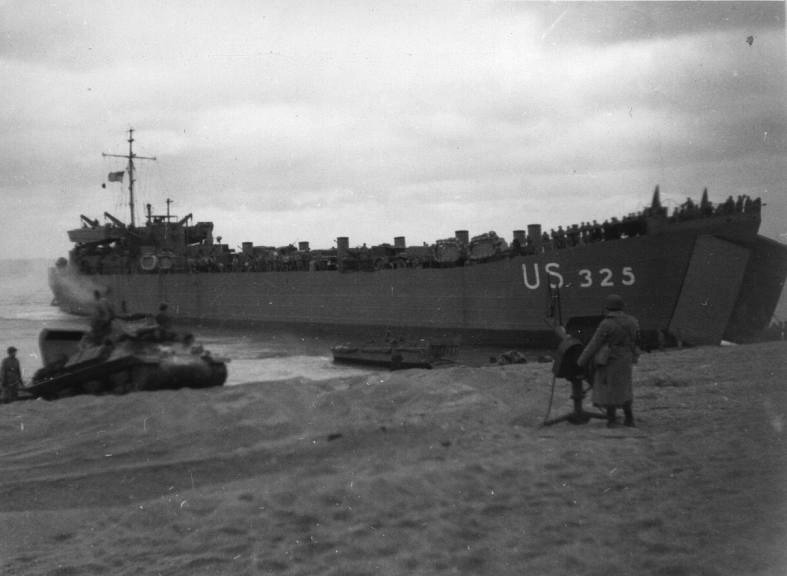
LST-325 během cvičení v roce 1944

Plavidlo postavila americká loděnice Philadelphia Navy Yard ve Filadelfii. Stavba byla zahájena 10. srpna 1942, dne 27. října 1942 byla loď spuštěna na vodu a do služby byla přijata 1. února 1943.

## Služba

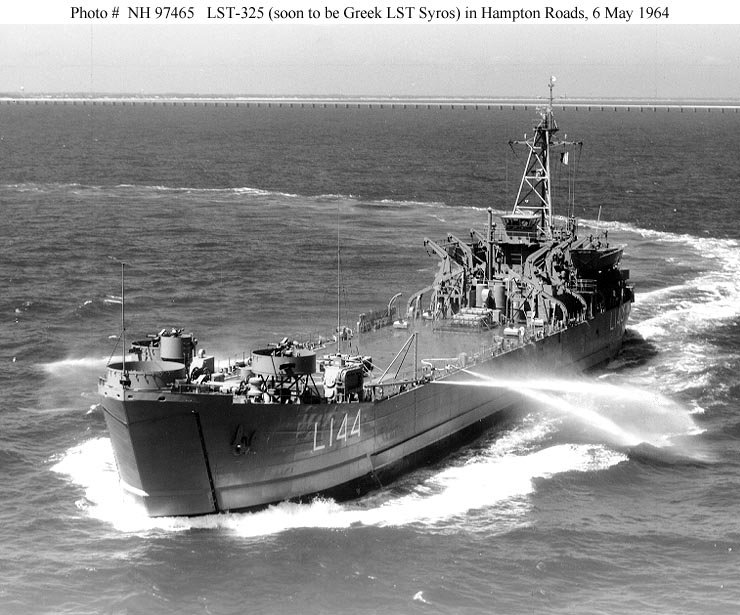
Řecká výsadková loď Syros (L144, ex LST-325)

Americké námořnictvo LST-325 provozovalo v letech 1943–1946. Mimo jiné se roku 1943 podílelo na invazi na Sicílii a roku 1944 na vylodění v Normandii. V květnu 1945 bylo při návratu do USA poškozeno bouří. Po opravě mělo být posláno do Pacifiku, ale den před jeho vyplutím Japonsko kapitulovalo.
Roku 1946 bylo plavidlo převedeno do rezervy. V letech 1951–1961 bylo plavidlo reaktivováno jako transportní a mimo jiné se podílelo na stavbě radarových stanic ve východní Kanadě a Grónsku. Roku 1963 bylo plavidlo reaktivováno a dne 1. května 1964 zařazeno řeckým námořnictvem jako Syros (L-144). Vyřazeno bylo roku 1999.
Roku 2000 vyřazené plavidlo zakoupila nezisková organizace USS LST Memorial Inc. a přejmenovala jej na M/V LST-325. Dne 10. ledna 2001 plavidlo připlulo z Řecka do amerického přístavu Mobile. Od roku 2004 je přístupné v Evansville jako muzejní loď.